# Дневники Евы Браун

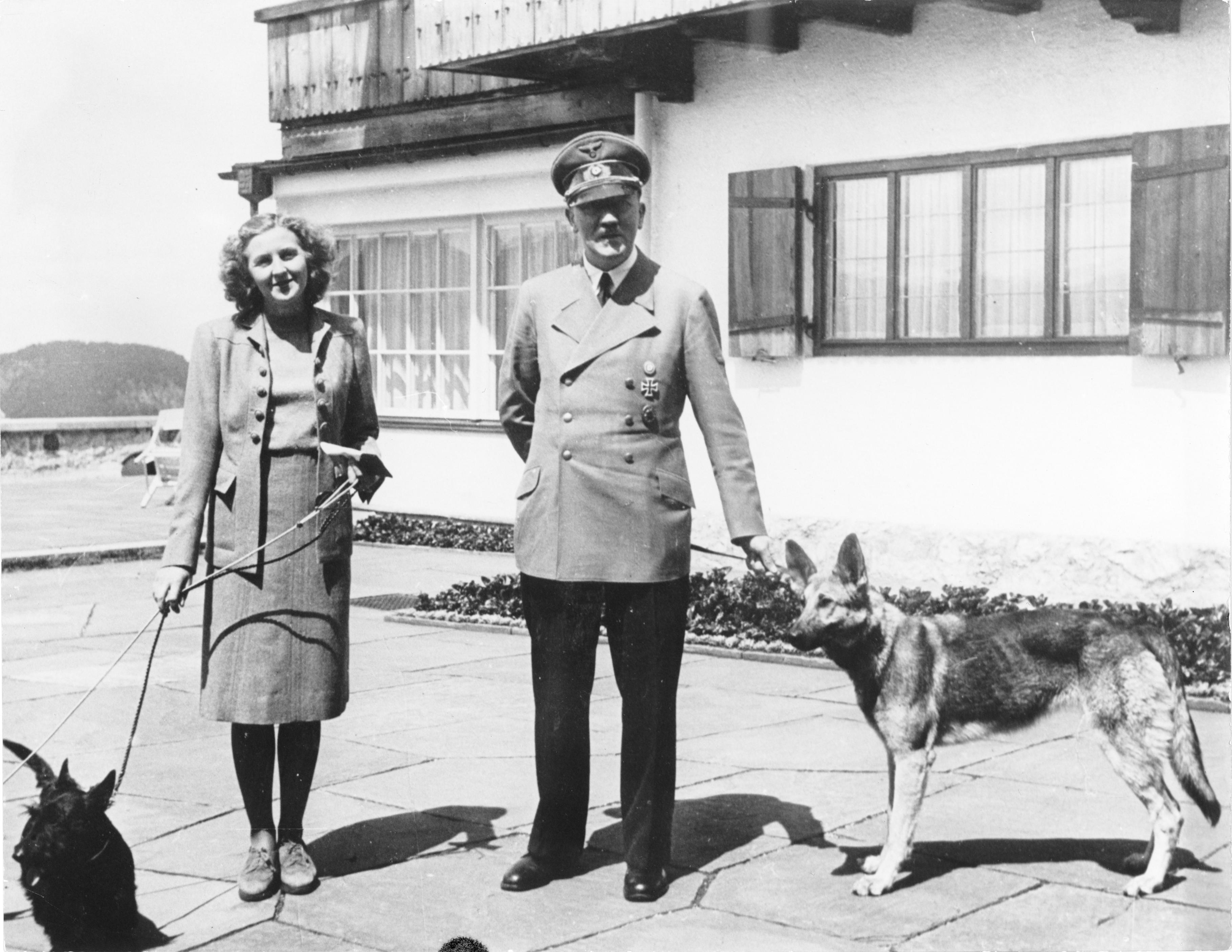
Ева Браун и Адольф Гитлер

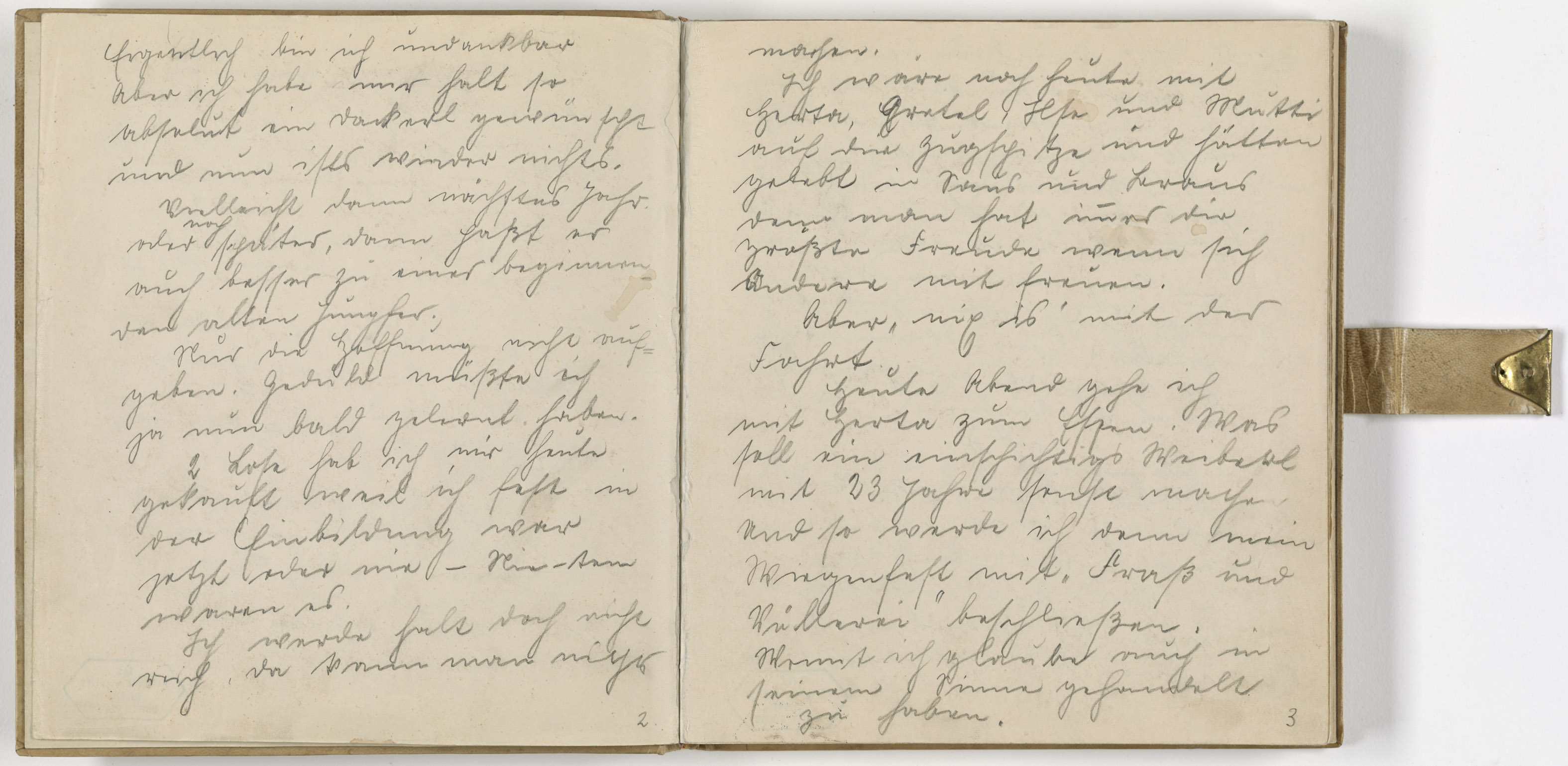
Дневник Евы Браун

Из подлинных дневников Евы Браун, любовницы и впоследствии супруги Адольфа Гитлера, после 1945 года сохранилось лишь несколько разрозненных страниц. Дневниковые записи, публикуемые вплоть до настоящего времени как «дневники Евы Браун», являются фальсификацией, созданной Луисом Тренкером в конце 1940-х годов.

## История обнаружения
Многочисленные документы в форме писем и блокнотных записей, написанные рукой Евы Браун, сохранились в частных архивах и коллекциях. Дневники Евы Браун, которые она вела с 1935 года, считаются утраченными по окончании Второй мировой войны. Предположительно они были уничтожены по её собственному указанию. В конце 1970-х годов скандальный исследователь нацизма Дэвид Ирвинг заявлял о том, что ему известно место нахождения дневников Евы Браун, но не смог представить доказательства.
Достоверно известно лишь о сохранившихся дневниковых рукописных записях Евы Браун на 22 страницах. Записи начинаются с 6 февраля 1935 года, в 23-й день рождения Евы Браун, и заканчиваются 28 мая 1935 года, незадолго до её второй попытки самоубийства. Сестра Евы Браун Ильза после этой попытки самоубийства вырвала эти страницы из дневника Евы, но сохранила и впоследствии вернула их сестре. Ева Браун хранила эти записи в Оберзальцберге. Несмотря на однозначный приказ Евы уничтожить эти записи, Брауны спрятали их вместе с другими личными вещами в надёжном месте в Австрийских Альпах в доме матери офицера СС, служившего в личной охране Гитлера . Сотрудники секретной службы 3-й армии США конфисковали эти материалы, которые оказались сначала в ведении военной администрации, а затем в фондах Национального управления архивов и документации США. В Германии эти дневниковые записи Евы Браун были впервые опубликованы в 1968 году журналистом Нерином Ганом. В 2003 году историк Антон Иоахимсталер в своей книге «Список Гитлера» подверг сомнению факт существования дневников Евы Браун.
Отсутствие интереса к Еве Браун со стороны исследователей личности Гитлера, нашедшее своё отражение в малочисленной биографической литературе о супруге фюрера, не в последнюю очередь объясняется явным равнодушием Евы Браун к общественной и политической жизни и происходившим историческим событиям. Альберт Шпеер вспоминал по этому поводу: «У неё не было блестящих качеств привычной любовницы тирана. Она не была ни Феодорой, ни Помпадур и ни Лолой Монтес».

## Фальсификация Луиса Тренкера
О существовании любовницы у Адольфа Гитлера широким кругам общественности не было известно до самого конца Второй мировой войны. Интерес к её личности и деталям личной жизни фюрера подогревали первые газетные публикации о личных дневниках Евы Браун, основывавшиеся на высказываниях актёра и кинорежиссёра Луиса Тренкера. Он заявлял, что в 1944 году в Кицбюэле получил дневники лично от Евы Браун. В 1945 году в Больцано он якобы вскрыл запечатанный конверт с дневниковыми записями в присутствии нотариуса. Эти дневники представляли собой 96 страниц машинописного текста, не подписанные Евой Браун. Впервые сфальсифицированные Тренкером дневники Евы Браун были опубликованы во Франции. Брауны, возмущённые выдуманными деталями интимной жизни Евы, сразу объявили это издание подделкой и доказали, что Ева Браун не бывала в Кицбюэле после 1942 года. Публикация фальсифицированных дневников Евы Браун, начавшаяся в сентябре 1948 года в мюнхенском журнале «Wochenend», была запрещена по судебному распоряжению земельного суда Мюнхена на основании заявления семьи Браунов и Лени Рифеншталь.
Спустя годы Тренкер попытался дистанцироваться от этой скандальной публикации, взвалив всю вину на недобросовестных представителей прессы, которые воспользовались его именем и опубликовали поддельные дневники Евы Браун вопреки его воле. Фальшивые дневники Евы Браун до настоящего времени публикуются как подлинные на английском языке.